# Cerro Panizos
Panizos es una caldera de la era del Mioceno tardío situada en el departamento de Potosí (Bolivia) y en la provincia de Jujuy (Argentina). Forma parte del complejo volcánico Altiplano-Puna de la Zona Volcánica Central de los Andes. En la Zona Volcánica Central se encuentran 50 volcanes activos en los últimos tiempos y varios complejos de calderas importantes. La caldera se encuentra en una zona logísticamente difícil de los Andes.
Panizos y la mayoría de estos volcanes están formados por la subducción de la placa oceánica de Nazca bajo la litosfera continental sudamericana continental . La caldera está ubicada al este del arco principal y es abastecida principalmente por magmas de dacita. Debajo de Panizos se encuentran ignimbritas terciarias y un basamento sedimentario paleozoico.
La enorme ignimbrita del Cerro Panizos tiene un volumen mínimo de 950 kilómetros cúbicos. Entró en erupción durante un evento de 6,71 ± 0,04 mya y fue precedida por otra ignimbrita hace 7,9 mya. La última actividad es una colada de lava de hace 6,1 mya.
La caldera está oculta bajo un escudo de 40 kilómetros de diámetro y algunas de sus cumbres centrales superan los 5.000 metros de altura. Se le ha denominado "escudo ignimbrítico".

## Geografía y estructura
El centro está ubicado en la frontera entre Argentina y Bolivia.  Es un escudo construido con ignimbritas .  La investigación en esta región de los Andes se ve dificultada por problemas físicos y logísticos.  Cerro Guacha y La Pacana se encuentran entre los pocos sistemas que fueron objeto de investigación.  La ignimbrita de Panizos está bien expuesta con pocas modificaciones.
El Cerro Panizos forma parte de la Zona Volcánica Central (ZVC) de los Andes, un cinturón de vulcanismo reciente que se extiende desde el sur de Perú hasta Chile y Argentina. Se han identificado 50 volcanes en el cinturón como activos en tiempos recientes. Una importante provincia ignimbrítica llamada complejo volcánico Altiplano-Puna está asociada a la zona entre los 21° y 24° grados de latitud sur desde hace 23 millones de años. El Cerro Guacha, La Pacana y Pastos Grandes son calderas dentro de esta provincia que cubre una superficie de 50.000 kilómetros cúbicos, siendo las manifestaciones geotérmicas de El Tatio y Sol de Mañana las últimas manifestaciones de vulcanismo en la zona.
Un grupo de domos de lava con un diámetro de 10-15 kilómetros de composición dacítica forma el centro del complejo, habiéndose formado los domos durante una sola erupción o varias. Estos domos forman una estructura anular con una fina cubierta de lava en su centro, que puede ser el borde de una caldera de colapso formada en las últimas etapas de la erupción principal de Panizos y rellenada por etapas eruptivas posteriores, como sugiere el buzamiento hacia el exterior de la unidad inferior de la Ignimbrita de Panizos. Esta caldera tiene un diámetro de 15 kilómetros. El centro está rodeado de un escudo con un diámetro de 40 kilómetros. Está formado por ignimbritas con una pendiente de 1-3°. Hay tres plataformas de lava con los nombres de Cerro Chinchinjaran, Cerro Tucunquis y Cerro Anta Quevas. La primera y la última forman parte de un campo de flujos dacíticos que incluye un flujo de lava de 10 kilómetros de largo en su sector norte con cierto parecido a la lava pahoehoe. Una estructura de lava anterior a la caldera en el sur del complejo se conoce como Cerro Limitayoc, pero hizo erupción de lavas incluso después de la ignimbrita Panizos. Una depresión se encuentra justo al sur del grupo de domos de lava y puede ser una caldera de bajada, igualmente rellenada por la actividad. El complejo Panizos tiene una superficie de 7.000 kilómetros cuadrados y un volumen total de 2.520 kilómetros cúbicos. La estructura del complejo Panizos ha sido denominada "escudo ignimbrítico". Las cumbres centrales Limitayoc, Panizos, La Ramada y Vicuñahuasi superan los 5.000 metros de altura.

## Clima e hidrografía
Panizos tiene un clima árido, aunque se aprecia cierta erosión de los arroyos. Algunos valles de arroyos se conocen, en el sentido de las agujas del reloj desde el noreste, como Quebrada Buenos Aires, Quebrada Cienago, Quebrada Paicone Quebrada Pupusayo, Quebrada Cusi Cusi, Quebrada Cuevas y Quebrada García. La disección es particularmente pronunciada en el lado argentino del complejo.
El análisis isotópico de oxígeno de los magmas de otros centros APVC respalda la idea de que el área del APVC ha estado sujeta a un clima árido durante la duración de su fase activa.